# Wrayanna
Wrayanna is een geslacht van weekdieren uit de klasse van de Gastropoda (slakken).

## Soort
- Wrayanna soluta (Möllendorff, 1897)